# 塞塔特猶太會堂

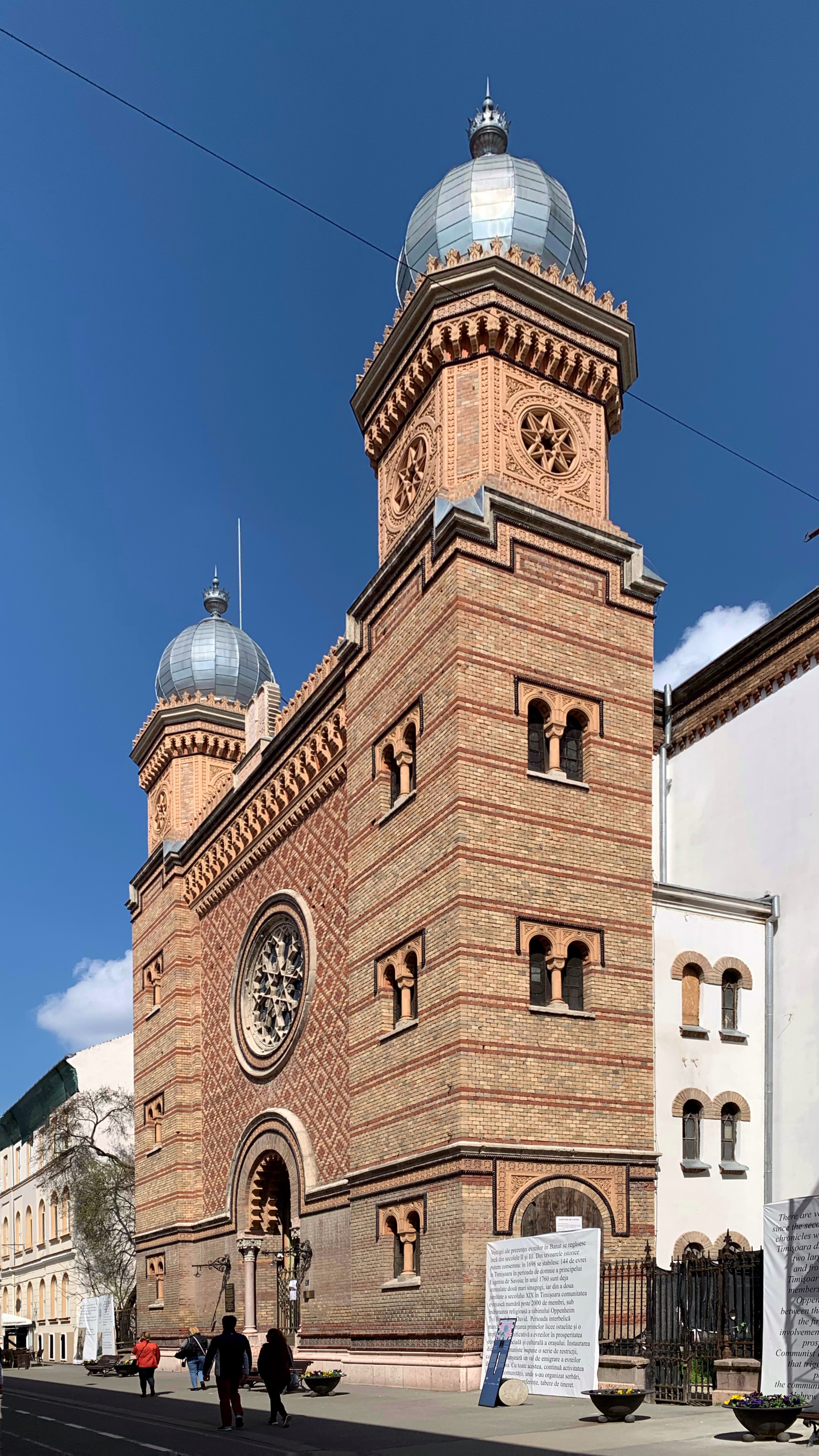
塞塔特猶太會堂

塞塔特猶太會堂（Cetate Synagogue）是羅馬尼亞城市蒂米什瓦拉的一座猶太會堂，修建於1863年至1965年，外觀為摩爾式風格。這座猶太會堂修建在塞塔特街區，會堂也因此得名。2004年，這座建築被列為蒂米什瓦拉縣的歷史紀念建築。塞塔特猶太會堂是蒂米什維拉最具特色的建築之一。